# Thần kinh sống ngực VII
Thần kinh sống ngực VII (T7) là dây thần kinh sống thuộc đoạn ngực của tủy sống.
Thần kinh rời khỏi ống sống, thoát ra từ bờ trên đốt sống ngực VIII (T8) hay bờ dưới đốt sống ngực VII (T7).